# Kamenovo
Kamenovo (cyr. Каменово) – wieś w Serbii, w okręgu braniczewskim, w gminie Petrovac na Mlavi. W 2011 roku liczyła 914 mieszkańców.